# Championnat d'Europe de football des moins de 17 ans 2011
Cet article traite de l'épreuve masculine. Pour la compétition féminine, voir Championnat d'Europe de football féminin des moins de 17 ans 2011.
Navigation
Euro 2010 Euro 2012
La phase finale de l'édition 2011 du Championnat d'Europe de football des moins de 17 ans se déroule lors de l'été 2011 en Serbie. Les joueurs nés après le 1er janvier 1994 peuvent participer.
Le champion sortant, l'Angleterre, remet son titre en jeu face à 52 autres nations européennes.

## Tour de qualification
Le tournoi final Championnat d'Europe de football des moins de 17 ans est précédé par deux tours qualificatifs, le tour de qualification puis le tour élite. Durant ces tours 52 équipes nationales tenteront de se qualifier pour figurer parmi les 7 autres équipes qui rejoindront la Serbie lors du tournoi final.
Le tour éliminatoire est joué du 17 septembre au 1er novembre 2010. Les 52 équipes sont divisées en 13 groupes de quatre équipes où un pays organise le tournoi. Après tous les matchs les deux premiers de chaque groupes continuent et se qualifient donc pour le tour Élite. De plus, les deux meilleurs troisièmes se qualifient également pour le tour Élite.
L'équipe organisatrice est indiquée en italique.

### Groupe 1
| Rang | Équipe   | Pts | J | G | N | P | Bp | Bc | Diff |  | Résultats (▼ dom., ► ext.) |     |     |     |     |
| ---- | -------- | --- | - | - | - | - | -- | -- | ---- |  | -------------------------- | --- | --- | --- | --- |
| 1    | Grèce    | 7   | 3 | 2 | 1 | 0 | 5  | 1  | +4   |  | Grèce                      |     | -   | 4-1 | 1-0 |
| 2    | Croatie  | 5   | 3 | 1 | 2 | 0 | 4  | 3  | +1   |  | Croatie                    | 0-0 |     | 2-2 | -   |
| 3    | Israël   | 4   | 3 | 1 | 1 | 1 | 4  | 6  | -2   |  | Israël                     | -   | -   |     | 1-0 |
| 4    | Bulgarie | 0   | 3 | 0 | 0 | 3 | 1  | 4  | -3   |  | Bulgarie                   | -   | 1-2 | -   |     |

### Groupe 2
| Rang | Équipe             | Pts | J | G | N | P | Bp | Bc | Diff |  | Résultats (▼ dom., ► ext.) |     |     |     |     |
| ---- | ------------------ | --- | - | - | - | - | -- | -- | ---- |  | -------------------------- | --- | --- | --- | --- |
| 1    | Allemagne          | 9   | 3 | 3 | 0 | 0 | 13 | 2  | +11  |  | Allemagne                  |     | 2-1 | -   | 5-0 |
| 2    | Autriche           | 4   | 3 | 1 | 1 | 1 | 5  | 3  | +2   |  | Autriche                   | -   |     | 3-0 | 1-1 |
| 3    | Bosnie-Herzégovine | 3   | 3 | 1 | 0 | 2 | 5  | 10 | -5   |  | Bosnie-Herzégovine         | 1-6 | -   |     | -   |
| 4    | Estonie            | 1   | 3 | 0 | 1 | 2 | 2  | 10 | -8   |  | Estonie                    | -   | -   | 1-4 |     |

### Groupe 3
| Rang | Équipe     | Pts | J | G | N | P | Bp | Bc | Diff |  | Résultats (▼ dom., ► ext.) |     |     |     |     |
| ---- | ---------- | --- | - | - | - | - | -- | -- | ---- |  | -------------------------- | --- | --- | --- | --- |
| 1    | Angleterre | 7   | 3 | 2 | 1 | 0 | 5  | 1  | +4   |  | Angleterre                 |     | -   | 1-0 | 3-0 |
| 2    | Géorgie    | 7   | 3 | 2 | 1 | 0 | 4  | 2  | +2   |  | Géorgie                    | 1-1 |     | -   | -   |
| 3    | Pologne    | 1   | 3 | 0 | 1 | 2 | 1  | 2  | -1   |  | Pologne                    | -   | 1-2 |     | 0-0 |
| 4    | Suède      | 1   | 3 | 0 | 1 | 2 | 0  | 4  | -4   |  | Suède                      | -   | 0-1 | -   |     |

### Groupe 4
| Rang | Équipe               | Pts | J | G | N | P | Bp | Bc | Diff |  | Résultats (▼ dom., ► ext.) |     |     |     |     |
| ---- | -------------------- | --- | - | - | - | - | -- | -- | ---- |  | -------------------------- | --- | --- | --- | --- |
| 1    | Norvège              | 9   | 3 | 3 | 0 | 0 | 6  | 0  | +6   |  | Norvège                    |     | -   | 2-0 | 3-0 |
| 2    | République d'Irlande | 6   | 3 | 2 | 0 | 1 | 5  | 2  | +3   |  | République d'Irlande       | 0-1 |     | -   | 3-1 |
| 3    | Albanie              | 1   | 3 | 0 | 1 | 2 | 1  | 5  | -4   |  | Albanie                    | -   | 0-2 |     | -   |
| 4    | Malte                | 1   | 3 | 0 | 1 | 2 | 2  | 7  | -5   |  | Malte                      | -   | -   | 1-1 |     |

### Groupe 5
| Rang | Équipe          | Pts | J | G | N | P | Bp | Bc | Diff |  | Résultats (▼ dom., ► ext.) |     |     |     |     |
| ---- | --------------- | --- | - | - | - | - | -- | -- | ---- |  | -------------------------- | --- | --- | --- | --- |
| 1    | Portugal        | 9   | 3 | 3 | 0 | 0 | 8  | 1  | +7   |  | Portugal                   |     | -   | 3-0 | 2-0 |
| 2    | Irlande du Nord | 4   | 3 | 1 | 1 | 1 | 7  | 3  | +4   |  | Irlande du Nord            | 1-3 |     | 0-0 | -   |
| 3    | Monténégro      | 4   | 3 | 1 | 1 | 1 | 2  | 4  | -2   |  | Monténégro                 | -   | -   |     | 2-1 |
| 4    | Azerbaïdjan     | 0   | 3 | 0 | 0 | 3 | 1  | 10 | -9   |  | Azerbaïdjan                | -   | 0-6 | -   |     |

### Groupe 6
| Rang | Équipe        | Pts | J | G | N | P | Bp | Bc | Diff |  | Résultats (▼ dom., ► ext.) |     |     |     |      |
| ---- | ------------- | --- | - | - | - | - | -- | -- | ---- |  | -------------------------- | --- | --- | --- | ---- |
| 1    | Roumanie      | 9   | 3 | 3 | 0 | 0 | 12 | 0  | +12  |  | Roumanie                   |     | -   | 1-0 | 9-0  |
| 2    | Biélorussie   | 6   | 3 | 2 | 0 | 1 | 18 | 4  | +14  |  | Biélorussie                | 0-2 |     | -   | 12-0 |
| 3    | Kazakhstan    | 3   | 3 | 1 | 0 | 2 | 4  | 7  | -3   |  | Kazakhstan                 | -   | 2-6 |     | -    |
| 4    | Liechtenstein | 0   | 3 | 0 | 0 | 3 | 0  | 23 | -23  |  | Liechtenstein              | -   | -   | 0-2 |      |

### Groupe 7
| Rang | Équipe   | Pts | J | G | N | P | Bp | Bc | Diff |  | Résultats (▼ dom., ► ext.) |     |     |     |     |
| ---- | -------- | --- | - | - | - | - | -- | -- | ---- |  | -------------------------- | --- | --- | --- | --- |
| 1    | Turquie  | 6   | 3 | 2 | 0 | 1 | 9  | 3  | +6   |  | Turquie                    |     | -   | 6-1 | 3-0 |
| 2    | Islande  | 6   | 3 | 2 | 0 | 1 | 6  | 5  | +1   |  | Islande                    | 2-0 |     | -   | -   |
| 3    | Tchéquie | 4   | 3 | 1 | 1 | 1 | 6  | 9  | -3   |  | Tchéquie                   | -   | 4-2 |     | 1-1 |
| 4    | Arménie  | 1   | 3 | 0 | 1 | 2 | 2  | 6  | -4   |  | Arménie                    | -   | 1-2 | -   |     |

### Groupe 8
| Rang | Équipe         | Pts | J | G | N | P | Bp | Bc | Diff |  | Résultats (▼ dom., ► ext.) |     |     |     |     |
| ---- | -------------- | --- | - | - | - | - | -- | -- | ---- |  | -------------------------- | --- | --- | --- | --- |
| 1    | Danemark       | 9   | 3 | 3 | 0 | 0 | 10 | 0  | +10  |  | Danemark                   |     | -   | 7-0 | -   |
| 2    | Belgique       | 6   | 3 | 2 | 0 | 1 | 9  | 4  | +5   |  | Belgique                   | 0-2 |     | 5-2 | -   |
| 3    | Lituanie       | 3   | 3 | 1 | 0 | 2 | 3  | 12 | -9   |  | Lituanie                   | -   | -   |     | 1-0 |
| 4    | Pays de Galles | 0   | 3 | 0 | 0 | 3 | 0  | 6  | -6   |  | Pays de Galles             | 0-1 | 0-4 | -   |     |

### Groupe 9
| Rang | Équipe   | Pts | J | G | N | P | Bp | Bc | Diff |  | Résultats (▼ dom., ► ext.) |     |     |     |     |
| ---- | -------- | --- | - | - | - | - | -- | -- | ---- |  | -------------------------- | --- | --- | --- | --- |
| 1    | Italie   | 9   | 3 | 3 | 0 | 0 | 6  | 3  | +3   |  | Italie                     |     | 2-1 | -   | 1-0 |
| 2    | France   | 4   | 3 | 1 | 1 | 1 | 3  | 3  | 0    |  | France                     | -   |     | 1-0 | 1-1 |
| 3    | Slovénie | 3   | 3 | 1 | 0 | 2 | 4  | 4  | 0    |  | Slovénie                   | 2-3 | -   |     | -   |
| 4    | Chypre   | 1   | 3 | 0 | 1 | 2 | 1  | 4  | -3   |  | Chypre                     | -   | -   | 0-2 |     |

### Groupe 10
| Rang | Équipe     | Pts | J | G | N | P | Bp | Bc | Diff |  | Résultats (▼ dom., ► ext.) |     |     |     |     |
| ---- | ---------- | --- | - | - | - | - | -- | -- | ---- |  | -------------------------- | --- | --- | --- | --- |
| 1    | Slovaquie  | 7   | 3 | 2 | 1 | 0 | 9  | 1  | +8   |  | Slovaquie                  |     | -   | 3-0 | 5-0 |
| 2    | Hongrie    | 7   | 3 | 2 | 1 | 0 | 8  | 1  | +7   |  | Hongrie                    | 1-1 |     | -   | 5-0 |
| 3    | Îles Féroé | 1   | 3 | 0 | 1 | 2 | 0  | 5  | -5   |  | Îles Féroé                 | -   | 0-2 |     | -   |
| 4    | Andorre    | 1   | 3 | 0 | 1 | 2 | 0  | 10 | -10  |  | Andorre                    | -   | -   | 0-0 |     |

### Groupe 11
| Rang | Équipe      | Pts | J | G | N | P | Bp | Bc | Diff |  | Résultats (▼ dom., ► ext.) |     |     |     |     |
| ---- | ----------- | --- | - | - | - | - | -- | -- | ---- |  | -------------------------- | --- | --- | --- | --- |
| 1    | Pays-Bas    | 7   | 3 | 2 | 1 | 0 | 8  | 1  | +7   |  | Pays-Bas                   |     | 1-1 | 1-0 | -   |
| 2    | Ukraine     | 5   | 3 | 1 | 2 | 0 | 2  | 1  | +1   |  | Ukraine                    | -   |     | 0-0 | 1-0 |
| 3    | Lettonie    | 4   | 3 | 1 | 1 | 1 | 2  | 1  | +1   |  | Lettonie                   | -   | -   |     | 2-0 |
| 4    | Saint-Marin | 0   | 3 | 0 | 0 | 3 | 0  | 9  | -9   |  | Saint-Marin                | 0-6 | -   | -   |     |

### Groupe 12
| Rang | Équipe     | Pts | J | G | N | P | Bp | Bc | Diff |  | Résultats (▼ dom., ► ext.) |     |     |     |     |
| ---- | ---------- | --- | - | - | - | - | -- | -- | ---- |  | -------------------------- | --- | --- | --- | --- |
| 1    | Suisse     | 7   | 3 | 2 | 1 | 0 | 4  | 1  | +3   |  | Suisse                     |     | -   | 1-0 | 3-1 |
| 2    | Écosse     | 7   | 3 | 2 | 1 | 0 | 3  | 1  | +2   |  | Écosse                     | 0-0 |     | -   | 1-0 |
| 3    | Luxembourg | 3   | 3 | 1 | 0 | 2 | 4  | 3  | +1   |  | Luxembourg                 | -   | 1-2 |     | -   |
| 4    | Macédoine  | 0   | 3 | 0 | 0 | 3 | 1  | 7  | -6   |  | Macédoine                  | -   | -   | 0-3 |     |

### Groupe 13
| Rang | Équipe   | Pts | J | G | N | P | Bp | Bc | Diff |  | Résultats (▼ dom., ► ext.) |     |     |     |     |
| ---- | -------- | --- | - | - | - | - | -- | -- | ---- |  | -------------------------- | --- | --- | --- | --- |
| 1    | Espagne  | 9   | 3 | 3 | 0 | 0 | 9  | 2  | +7   |  | Espagne                    |     | 2-1 | -   | 4-1 |
| 2    | Russie   | 4   | 3 | 1 | 1 | 1 | 7  | 4  | +3   |  | Russie                     | -   |     | 1-1 | 5-1 |
| 3    | Finlande | 4   | 3 | 1 | 1 | 1 | 3  | 4  | -1   |  | Finlande                   | 0-3 | -   |     | -   |
| 4    | Moldavie | 0   | 3 | 0 | 0 | 3 | 2  | 11 | -9   |  | Moldavie                   | -   | -   | 0-2 |     |

### Meilleurs troisièmes
Sont pris en compte les résultats contre le premier et le deuxième du groupe. Les deux meilleurs troisièmes se qualifient pour le Tour Élite.
| Groupe | Équipe             | J | V | N | D | Bp | Bc | Diff | Pts |
| ------ | ------------------ | - | - | - | - | -- | -- | ---- | --- |
| 7      | Tchéquie           | 2 | 1 | 0 | 1 | 5  | 8  | −3   | 3   |
| 11     | Lettonie           | 2 | 0 | 1 | 1 | 0  | 1  | −1   | 1   |
| 1      | Israël             | 2 | 0 | 1 | 1 | 3  | 6  | −3   | 1   |
| 13     | Finlande           | 2 | 0 | 1 | 1 | 1  | 4  | −3   | 1   |
| 5      | Monténégro         | 2 | 0 | 1 | 1 | 0  | 3  | −3   | 1   |
| 9      | Slovénie           | 2 | 0 | 0 | 2 | 2  | 4  | −2   | 0   |
| 3      | Pologne            | 2 | 0 | 0 | 2 | 1  | 3  | −2   | 0   |
| 12     | Luxembourg         | 2 | 0 | 0 | 2 | 1  | 3  | −2   | 0   |
| 4      | Albanie            | 2 | 0 | 0 | 2 | 0  | 4  | −4   | 0   |
| 6      | Kazakhstan         | 2 | 0 | 0 | 2 | 2  | 7  | −5   | 0   |
| 10     | Îles Féroé         | 2 | 0 | 0 | 2 | 0  | 5  | −5   | 0   |
| 2      | Bosnie-Herzégovine | 2 | 0 | 0 | 2 | 1  | 9  | −8   | 0   |
| 8      | Lituanie           | 2 | 0 | 0 | 2 | 2  | 12 | −10  | 0   |

## Tour Élite
Les matchs se jouent entre le 9 et le 30 mars 2011.

### Groupe 1
| Rang | Équipe    | Pts | J | G | N | P | Bp | Bc | Diff |  | Résultats (▼ dom., ► ext.) |     |     |     |     |
| ---- | --------- | --- | - | - | - | - | -- | -- | ---- |  | -------------------------- | --- | --- | --- | --- |
| 1    | Tchéquie  | 7   | 3 | 2 | 1 | 0 | 4  | 2  | +2   |  | Tchéquie                   |     | 1-1 |     |     |
| 2    | Écosse    | 5   | 3 | 1 | 2 | 0 | 3  | 1  | +2   |  | Écosse                     |     |     |     | 2-0 |
| 3    | Italie    | 2   | 3 | 0 | 2 | 1 | 2  | 3  | -1   |  | Italie                     | 1-2 | 0-0 |     |     |
| 4    | Slovaquie | 1   | 3 | 0 | 1 | 2 | 1  | 4  | -3   |  | Slovaquie                  | 0-1 |     | 1-1 |     |

### Groupe 2
| Rang | Équipe   | Pts | J | G | N | P | Bp | Bc | Diff |  | Résultats (▼ dom., ► ext.) |     |     |     |     |
| ---- | -------- | --- | - | - | - | - | -- | -- | ---- |  | -------------------------- | --- | --- | --- | --- |
| 1    | Pays-Bas | 7   | 3 | 1 | 1 | 0 | 3  | 1  | +2   |  | Pays-Bas                   |     |     | 2-1 | 1-0 |
| 2    | Croatie  | 5   | 3 | 1 | 2 | 0 | 2  | 0  | +2   |  | Croatie                    | 0-0 |     |     |     |
| 3    | Autriche | 3   | 3 | 1 | 0 | 2 | 3  | 4  | -1   |  | Autriche                   |     | 0-2 |     |     |
| 4    | Portugal | 1   | 3 | 0 | 1 | 1 | 0  | 3  | -3   |  | Portugal                   |     | 0-0 | 0-2 |     |

### Groupe 3
| Rang | Équipe               | Pts | J | G | N | P | Bp | Bc | Diff |  | Résultats (▼ dom., ► ext.) |     |     |     |     |
| ---- | -------------------- | --- | - | - | - | - | -- | -- | ---- |  | -------------------------- | --- | --- | --- | --- |
| 1    | Danemark             | 7   | 3 | 2 | 1 | 0 | 4  | 2  | +2   |  | Danemark                   |     | 2-2 |     | 1-0 |
| 2    | République d'Irlande | 5   | 3 | 1 | 2 | 0 | 7  | 4  | +3   |  | République d'Irlande       |     |     | 1-1 |     |
| 3    | Grèce                | 4   | 3 | 1 | 1 | 1 | 3  | 2  | +1   |  | Grèce                      | 0-1 |     |     | 2-0 |
| 4    | Lettonie             | 0   | 3 | 0 | 0 | 3 | 1  | 7  | -6   |  | Lettonie                   |     | 1-4 |     |     |

### Groupe 4
| Rang | Équipe    | Pts | J | G | N | P | Bp | Bc | Diff |  | Résultats (▼ dom., ► ext.) |     |     |     |     |
| ---- | --------- | --- | - | - | - | - | -- | -- | ---- |  | -------------------------- | --- | --- | --- | --- |
| 1    | Allemagne | 9   | 3 | 3 | 0 | 0 | 6  | 0  | +6   |  | Allemagne                  |     | 2-0 |     | 2-0 |
| 2    | Turquie   | 4   | 3 | 1 | 1 | 1 | 4  | 5  | -1   |  | Turquie                    |     |     | 2-1 |     |
| 3    | Suisse    | 3   | 3 | 1 | 0 | 2 | 2  | 4  | -2   |  | Suisse                     | 0-2 |     |     | 1-0 |
| 4    | Ukraine   | 1   | 3 | 0 | 1 | 2 | 2  | 5  | -3   |  | Ukraine                    |     | 2-2 |     |     |

### Groupe 5
| Rang | Équipe          | Pts | J | G | N | P | Bp | Bc | Diff |  | Résultats (▼ dom., ► ext.) |     |     |     |     |
| ---- | --------------- | --- | - | - | - | - | -- | -- | ---- |  | -------------------------- | --- | --- | --- | --- |
| 1    | Angleterre      | 9   | 3 | 3 | 0 | 0 | 7  | 4  | +3   |  | Angleterre                 |     | 2-1 | 3-2 |     |
| 2    | Espagne         | 6   | 3 | 2 | 0 | 1 | 9  | 4  | +5   |  | Espagne                    |     |     | 5-1 | 3-1 |
| 3    | Irlande du Nord | 3   | 3 | 1 | 0 | 2 | 5  | 9  | -4   |  | Irlande du Nord            |     |     |     | 2-1 |
| 4    | Belgique        | 0   | 3 | 0 | 0 | 3 | 3  | 7  | -4   |  | Belgique                   | 1-2 |     |     |     |

### Groupe 6
| Rang | Équipe      | Pts | J | G | N | P | Bp | Bc | Diff |  | Résultats (▼ dom., ► ext.) |     |     |     |     |
| ---- | ----------- | --- | - | - | - | - | -- | -- | ---- |  | -------------------------- | --- | --- | --- | --- |
| 1    | France      | 7   | 3 | 2 | 1 | 0 | 13 | 2  | +11  |  | France                     |     |     | 9-0 |     |
| 2    | Norvège     | 7   | 3 | 2 | 1 | 0 | 12 | 3  | +9   |  | Norvège                    | 2-2 |     | 5-1 |     |
| 3    | Biélorussie | 3   | 3 | 1 | 0 | 2 | 2  | 14 | -12  |  | Biélorussie                |     |     |     | 1-0 |
| 4    | Géorgie     | 0   | 3 | 0 | 0 | 3 | 0  | 8  | -8   |  | Géorgie                    | 0-2 | 0-5 |     |     |

### Groupe 7
| Rang | Équipe   | Pts | J | G | N | P | Bp | Bc | Diff |  | Résultats (▼ dom., ► ext.) |     |     |     |     |
| ---- | -------- | --- | - | - | - | - | -- | -- | ---- |  | -------------------------- | --- | --- | --- | --- |
| 1    | Roumanie | 7   | 3 | 2 | 1 | 0 | 4  | 2  | +2   |  | Roumanie                   |     | 2-1 |     | 0-0 |
| 2    | Russie   | 6   | 3 | 2 | 0 | 1 | 5  | 3  | +2   |  | Russie                     |     |     |     | 2-0 |
| 3    | Hongrie  | 3   | 3 | 1 | 0 | 2 | 4  | 4  | 0    |  | Hongrie                    | 1-2 | 1-2 |     |     |
| 4    | Islande  | 1   | 3 | 0 | 1 | 2 | 0  | 4  | -4   |  | Islande                    |     |     | 0-2 |     |

## Tournoi final
- Allemagne
- Angleterre
- Danemark
- France
- Pays-Bas
- Tchéquie
- Roumanie
- Serbie (pays organisateur)

### Groupe A
| Rang | Équipe     | Pts | J | G | N | P | Bp | Bc | Diff |
| ---- | ---------- | --- | - | - | - | - | -- | -- | ---- |
| 1    | Danemark   | 9   | 3 | 3 | 0 | 0 | 6  | 2  | +4   |
| 2    | Angleterre | 4   | 3 | 1 | 1 | 1 | 5  | 4  | +1   |
| 3    | France     | 2   | 3 | 0 | 2 | 1 | 3  | 4  | -1   |
| 4    | Serbie     | 1   | 3 | 0 | 1 | 2 | 3  | 7  | -4   |

#### 1rejournée
| 3 mai 2011 15h00 (HEC) | Serbie                   | 2 - 3 | Danemark                                        | Stade Karađorđe, Novi Sad |                           |
|                        | Ješić 31e · Ožegović 54e |       | Johannesen 33e · Nastić 39e (csc) · Fischer 76e | Arbitrage : Steven Mclean | Arbitrage : Steven Mclean |
|                        | Rapport                  |       |                                                 | Arbitrage : Steven Mclean | Arbitrage : Steven Mclean |

| 3 mai 2011 15h00 (HEC) | France          | 2 - 2 | Angleterre           | Stade Gradski, Indija   |                         |
|                        | Haller 15e, 65e |       | Hope 8e · Powell 28e | Arbitrage : Liran Liany | Arbitrage : Liran Liany |
|                        | Rapport         |       |                      | Arbitrage : Liran Liany | Arbitrage : Liran Liany |

#### 2ejournée
| 6 mai 2011 15h00 (HEC) | Serbie     | 1 - 1 | France      | Stade Gradski, Indija         |                               |
|                        | Mandić 40e |       | Meïté 40+1e | Arbitrage : Stavros Tritsonis | Arbitrage : Stavros Tritsonis |
|                        | Rapport    |       |             | Arbitrage : Stavros Tritsonis | Arbitrage : Stavros Tritsonis |

| 6 mai 2011 15h00 (HEC) | Danemark                 | 2 - 0 | Angleterre | Stade Karađorđe, Novi Sad        |                                  |
|                        | Fischer 13e · Zohore 21e |       |            | Arbitrage : Sébastien Delferiere | Arbitrage : Sébastien Delferiere |
|                        | Rapport                  |       |            | Arbitrage : Sébastien Delferiere | Arbitrage : Sébastien Delferiere |

#### 3ejournée
| 9 mai 2011 17h15 (HEC) | Angleterre              | 3 - 0 | Serbie | Stade Gradski, Indija     |                           |
|                        | Smith 7e · Hope 9e, 18e |       |        | Arbitrage : Kristo Tohver | Arbitrage : Kristo Tohver |
|                        | Rapport                 |       |        | Arbitrage : Kristo Tohver | Arbitrage : Kristo Tohver |

| 9 mai 2011 17h15 (HEC) | Danemark     | 1 - 0 | France | Stade Karađorđe, Novi Sad     |                               |
|                        | Nørgaard 65e |       |        | Arbitrage : Artur Soares Dias | Arbitrage : Artur Soares Dias |
|                        | Rapport      |       |        | Arbitrage : Artur Soares Dias | Arbitrage : Artur Soares Dias |

### Groupe B
| Rang | Équipe    | Pts | J | G | N | P | Bp | Bc | Diff |
| ---- | --------- | --- | - | - | - | - | -- | -- | ---- |
| 1    | Pays-Bas  | 7   | 3 | 2 | 1 | 0 | 3  | 0  | +3   |
| 2    | Allemagne | 4   | 3 | 1 | 1 | 1 | 2  | 3  | -1   |
| 3    | Tchéquie  | 3   | 3 | 0 | 3 | 0 | 2  | 2  | 0    |
| 4    | Roumanie  | 1   | 3 | 0 | 1 | 2 | 1  | 3  | -2   |

#### 1rejournée
| 3 mai 2011 17h00 (HEC) | Allemagne | 0 - 2 | Pays-Bas                 | Stadion FK Smederevo, Smederevo |                               |
|                        |           |       | Rekik 50e · Ebecilio 76e | Arbitrage : Artur Soares Dias   | Arbitrage : Artur Soares Dias |
|                        | Rapport   |       |                          | Arbitrage : Artur Soares Dias   | Arbitrage : Artur Soares Dias |

| 3 mai 2011 17h00 (HEC) | Tchéquie      | 1 - 1 | Roumanie       | Stadion FK Obilić, Belgrade |                           |
|                        | Salašovič 78e |       | Himcinschi 52e | Arbitrage : Kristo Tohver   | Arbitrage : Kristo Tohver |
|                        | Rapport       |       |                | Arbitrage : Kristo Tohver   | Arbitrage : Kristo Tohver |

#### 2ejournée
| 6 mai 2011 17h00 (HEC) | Allemagne   | 1 - 1 | Tchéquie               | Stadion FK Smederevo, Smederevo |                           |
|                        | Yeşil 80+2e |       | Juliš 12e · Štěrba 74e | Arbitrage : Steven Mclean       | Arbitrage : Steven Mclean |
|                        | Rapport     |       |                        | Arbitrage : Steven Mclean       | Arbitrage : Steven Mclean |

| 6 mai 2011 17h00 (HEC) | Pays-Bas               | 1 - 0 | Roumanie | Stadion FK Obilić, Belgrade |                         |
|                        | Trindade de Vilhena 8e |       |          | Arbitrage : Liran Liany     | Arbitrage : Liran Liany |
|                        | Rapport                |       |          | Arbitrage : Liran Liany     | Arbitrage : Liran Liany |

#### 3ejournée
| 9 mai 2011 13h00 (HEC) | Roumanie | 0 - 1 | Allemagne | Stadion FK Smederevo, Smederevo |                               |
|                        |          |       | Yeşil 42e | Arbitrage : Stavros Tritsonis   | Arbitrage : Stavros Tritsonis |
|                        | Rapport  |       |           | Arbitrage : Stavros Tritsonis   | Arbitrage : Stavros Tritsonis |

| 9 mai 2011 13h00 (HEC) | Pays-Bas | 0 - 0 | Tchéquie | Stadion FK Obilić, Belgrade      |
|                        |          |       |          | Arbitrage : Sébastien Delferiere |
|                        | Rapport  |       |          |                                  |

### Demi-finales
| 12 mai 2011 11h30 (HEC) | Pays-Bas     | 1 - 0 | Angleterre | Stade Karađorđe, Novi Sad     |                               |
|                         | Ebecilio 26e |       |            | Arbitrage : Artur Soares Dias | Arbitrage : Artur Soares Dias |
|                         | Rapport      |       |            | Arbitrage : Artur Soares Dias | Arbitrage : Artur Soares Dias |

| 12 mai 2011 16h30 (HEC) | Danemark | 0 - 2 | Allemagne                 | Stade Karađorđe, Novi Sad |                           |
|                         |          |       | Ayhan 58e · Quaschner 70e | Arbitrage : Steven Mclean | Arbitrage : Steven Mclean |
|                         | Rapport  |       |                           | Arbitrage : Steven Mclean | Arbitrage : Steven Mclean |

### Finale
| 15 mai 2011 11h00 (HEC) | Allemagne            | 2 - 5 | Pays-Bas                                                              | Stade Karađorđe, Novi Sad |                           |
| | Yeşil 8e · Aydin 32e | | Trindade de Vilhena 23e, 34e · Depay 43e · Kongolo 52e · Ebecilio 77e | Arbitrage : Kristo Tohver | Arbitrage : Kristo Tohver |
| | Rapport              | |                                                                       | Arbitrage : Kristo Tohver | Arbitrage : Kristo Tohver |
| Vlachodimos - Weiser, Röcker ( 65e Toljan), Günter, Perrey ( 73e Weihrauch) - Yalçın, Can , Yeşil, Aydin 33e - Mende ( 57e Berko), Schnellhardt | Équipes              | de Jong - Disveld , Kongolo, Rekik, Willems 36e - Ebecilio, Ayoub, Achahbar, Trindade de Vilhena - Depay ( 71e Gravenberch), de Bondt ( 64e Aké) |                                                                       | Arbitrage : Kristo Tohver | Arbitrage : Kristo Tohver |

## Résultat
| Championnat d'Europe des - 17 ans 2011 - Vainqueur Pays-Bas 1er titre |